# Арън Тейлър-Джонсън
Арън Тейлър-Джонсън (на английски: Aaron Taylor-Johnson) е английски актьор. Най-добре познат с ролята си във филма „Шут в г*за!“ и „Шут в г*за! 2“. Започнал е кариерата си на 6 и е участвал във филми като „Уроци по целуване“ и „Илюзионистът“. След това започва да участва във филми с главни роли като „Младият Джон Ленън“, „Годзила“, криминалният филм „Диваци“, „Шут в г*за!“ и продължението му.

## Биография
Джонсън е роден в Хай Уикъмб, Бъкингамшър. Има сестра – Джема, която участва с малка роля във филма „Том и Томас“ заедно с него. Джонсън е евреин. Започва връзката си с режисьорката на „Младият Джон Ленън“ – Сам Тейлър-Ууд, след като се запознават на снимачната площадка през 2009, когато той е на 19, а тя на 42. Обявили годежа си през октомври 2009 и сключили брака си на 21 юни 2012. И двамата променили фамилиите си на „Тейлър-Джонсън“. Двойката има 2 дъщери. Също така Сам има две дъщери от предишния си брак.

## Филмография
| година | филм                             | оригинално заглавие                             | роля                            | режисьор           |
| ------ | -------------------------------- | ----------------------------------------------- | ------------------------------- | ------------------ |
| 2000   | Апокалипсис                      | The apocalypse                                  |                                 | Рафаеле Мертес     |
| 2002   | Том и Томас                      | Tom & Thomas                                    | Том / Томас                     | Есме Ламерс        |
| 2003   | Зад затворени врати              | Behind closed doors                             | Сам Гудуин                      | Луис Каулфийлд     |
| 2003   | Шанхайски рицари                 | Shanghai Knights                                | Чарли Чаплин                    | Дейвид Добкин      |
| 2004   | Адски готино                     | Dead Cool                                       | Джордж                          | Дейвид Коен        |
| 2006   | Кралят на крадците               | The Thief Lord                                  | Проспер                         | Ричард Клаус       |
| 2006   | Илюзионистът                     | The Illusionist                                 | Младият Айзенхайм               | Нийл Бъргър        |
| 2006   |                                  | Fast learners                                   | Нийл                            | Кристоф Рьол       |
| 2006   | Най-добрият човек                | The Best Man                                    | Майкъл                          | Стефан Шварц       |
| 2007   | Магическата врата                | The magic door                                  | Флип                            | Пол Матюс          |
| 2007   |                                  | Sherlock Holmes and the Baker Street Irregulars | Финч                            | Джулиан Кемп       |
| 2008   | Манекен                          | Dummy                                           | Дани                            | Матю Томпсън       |
| 2009   | Младият Джон Ленън               | Nowhere Boy                                     | Джон Ленън                      | Сам Тейлър-Джонсън |
| 2010   | Шут в г*за!                      | Kick-Ass                                        | Дейв Лизевски / Трепача         | Матю Вон           |
| 2010   | Чат                              | Chatroom                                        | Уилям Колинс                    | Хидео Наката       |
| 2011   | Албърт Нобс                      | Albert Nobbs                                    | Джо Макинс                      | Родриго Гарсия     |
| 2012   | Диваци                           | Savages                                         | Бен                             | Оливър Стоун       |
| 2012   | Ана Каренина                     | Anna Karenina                                   | Граф Вронски                    | Джо Райт           |
| 2013   | Шут в г*за! 2                    | Kick-Ass 2                                      | Дейвид (Дейв) Лижевски / Кик-ас | Джеф Уодлоу        |
| 2014   | Завръщането на Първия Отмъстител | Captain America: The Winter Soldier             | Питро Максимов / Куиксилвър     | Братя Русо         |
| 2014   | Годзила                          | Godzilla                                        | Лейтенант Форд Броуди           | Гарет Едуардс      |
| 2015   | Отмъстителите: Ерата на Ултрон   | Avengers: Age of Ultron                         | Питро Максимов / Куиксилвър     | Джос Уедън         |
| 2016   | Хищници в мрака                  | Nocturnal Animals                               | Рей Маркъс                      | Том Форд           |
| 2024   | Носферату                        | Nosferatu                                       | Фридрих Хардинг                 | Робърт Егърс       |